# Sceloporus subniger
Sceloporus subniger är en ödleart som beskrevs av  Poglayen och SMITH 1958. Sceloporus subniger ingår i släktet Sceloporus och familjen Phrynosomatidae. Inga underarter finns listade i Catalogue of Life.